# Luís Ângelo Loréa
Luís Ângelo Loréa, nascido Luigi Angelo Lorea (Invorio, 21 de agosto de 1874 — Montevidéu, 31 de julho de 1948), foi um empresário ítalo-brasileiro.
Nascido na vila de Talonno, parte de Invorio, filho de Vincenzo Lorea e Angelina Pastora, perdeu a mãe muito cedo. O pai, um operário que nas horas livres era vinhateiro e barbeiro em sua residência, casou-se novamente e teve mais seis filhos. 
Emigrou para o Brasil com menos de 13 anos: em 27 de abril de 1887, desembarcou em Rio Grande com menos de 13 anos de idade, onde  foi recebido pelo tio paterno, Carlos Angelo Loréa, que viera da Itália alguns anos antes.
Começou trabalhando como empregado de uma padaria, pouco antes do 20 anos passou a proprietário de um pequeno armazém. Em 23 de junho de 1894, casou-se, na Igreja Matriz de São Pedro com Cantalice Amália da Silva, que passou a ajudá-lo no seu próprio negócio, uma pequena mercearia. Em 1909, associou-se ao italiano Raffaele Marsiglia criando uma firma de exportação de produtos agrícolas.
Com os negócios prosperando foi diversificando seus negócios: indústria de cabos e cordas, indústria de aniagem, indústria de fertilizantes, de óleos vegetais, de pescados, de charque, de massas alimentícias, torrefação e moagem de café, estaleiro naval, lavoura de arroz, café, metalurgia e fundição; num total de onze empresas, constituídas com outros sócios e que chegaram a empregar cinco mil funcionários.  Além disso, foi acionista, proprietário de companhias de navegação, agente da Companhia Francesa de Vapores e Paquetes e um dos sócios-fundadores e membro da primeira diretoria da Varig, em 1927. 
Participou ativamente de obras da igreja católica, tanto em Rio Grande, quanto na Itália: colaborou no trâmite junto ao Ministério da Educação para o tombamento da Igreja de São Pedro e Capela de São Francisco em 1938; assumiu a construção da Capela-Escola Jesus-Maria e José, inaugurada em 1937; restaurou e ampliou a Igreja de São Germano Bispo em sua terra natal.  Devido a sua dedicação ao catolicismo, o papa Pio XI o homenageou em 1928 Cavaleiro da Sagrada Ordem Pontifícia de São Gregório Magno e no mesmo ano foi nomeado cavaleiro real da Ordem da Coroa da Itália pelo rei Vítor Emanuel III.   Fundou ainda a Associação dos Proprietários de Imóveis do Rio Grande e foi diretor da Associação Comercial dos Varejistas e da Câmara de Comércio, benemérito e músico da Banda Rossini.
Naturalizou-se brasileiro em 1944.
Sofrendo de problemas cardíacos, viajou para Montevidéu em busca de tratamento especializado, onde realizou duas cirurgias, vindo a falecer aos 74 anos. 

## Descendência
Teve como filhos: Ruth, casada com  João Marinônio Carneiro Jr.; Stella, casada com João Ferreira Touguinha; Sarah, casada com Firmino de Pinho, e um filho, Luiz.